# Fier
Fier (aromán Fearica) város Albánia délnyugati részén, Vlora városától légvonalban 30 kilométerre észak–északkeletre, az Adriai-tenger partjától mintegy 15 kilométerre. Fier megye székhelye, megyéjén belül Fier község, valamint Fier alközség központja, egyúttal ez utóbbi közigazgatási egység egyetlen települése is. A 2011-es népszámlálás alapján az alközség, vagyis Fier népessége 55 845 fő, ezzel Albánia hetedik legnépesebb városa. A látnivalókban szűkölködő város az intenzív mezőgazdasági művelés és kőolaj-kitermelés alatt álló Myzeqeja síkvidék gazdasági központja, az albán bizánci katolikus egyház, valamint az albán ortodox egyház apollónia–fieri metropoliájának székhelye.

## Fekvése
Fier földrajzi tekintetben Alacsony-Albánia egyik legnagyobb középtája, a Myzeqeja negyedidőszaki síkságának délnyugati részén, a Seman bal partján, a folyótól 2-3 kilométerre délre, a Gjanica nevű mellékágnál fekszik. A Shkumbin, Seman és Vjosa folyók által feltöltött parti sík egykor mocsaras vidék volt, a 20. század közepére, a mocsarak lecsapolását követően viszont Albánia egyik legjelentősebb mezőgazdasági területe lett. Fier környékén ugyancsak nagy számban találhatóak kőolaj-, földgáz- és aszfaltlelőhelyek.
A városon halad át a Durrëst Tepelenán át Görögországgal összekötő SH4-es jelű főút, valamint innen indul ki az SH8-as Fier–Vlora–Saranda parti út is.

## Történelme
Az ókorban Ad Novas néven kisebb római település állt Fier helyén. Az i. e. 6. században görög telepesek alapították Illíria egyik legjelentősebb városát, Apollóniát a mai várostól 7 kilométerre nyugatra. A gazdag kikötő- és kereskedőváros a római hódítás után is megőrizte jelentőségét, innen indult ki a birodalom nyugati részét Byzantiummal összekötő Via Egnatia. Apollónia az i. sz. 3. századig virágzott, amikor az Aóosz (ma Vjosa) kilépett a medréből és jelentős károkat okozott a kikötői létesítményekben. A 6. században a település – egy maroknyi ókeresztény közösség kivételével – elnéptelenedett.
Az újkor évszázadaiban a Beratból elszármazó Vrioni bégek kiterjedt birtokai terültek el a helyén, akik a 18. században piachellyé fejlesztették az elbasan–berat–vlorai és a durrës–kavaja–vlorai út találkozásánál fekvő Fiert. A 19. században a Vrionik kőhidat építtettek a Gjanica felett, majd felkérték Jacques-Eugène Barthélémy francia építészt egy bazár tervezésére (mára elpusztult).
Az 1912-es albán felkelés során augusztusban a felkelők kétszer is elfoglalták Fier városát és kiüldözték az oszmán katonaságot. Az első világháború során, 1916 februárjában a Osztrák–Magyar Monarchia serege foglalta el a várost, bár a fiatal Amet Zogu csapatai február 17-én rövid időre kiverték őket Lushnja, Fier és Berat városaiból. A Seman völgyén és Fier vidékén a háború utolsó évében gyakorta átvonult a frontvonal, s a város sokszor cserélt gazdát. 1918. július 9-én az előrenyomuló olaszok rövid időre kiüldözték a Monarchia katonáit, majd július 20-án ismét átvették az uralmat a város felett. Augusztus végén már újra osztrák–magyar kézen volt Fier, mígnem az országból kivonuló osztrák–magyar sereg helyébe érkező olaszok 1918. október 1-jén átvették a város igazgatását.
Az 1920-as évek a Fiert sújtó malária elleni küzdelem jegyében teltek, a közhigiéné javítása érdekében angol segítséggel korszerű mintafalvakat létesítettek Fier környékén.
1935. augusztus 14-én Kostandin Çekrezi és Musa Kranja fieri csendőr hadnagy vezetésével Zogu-ellenes felkelés tört ki a városban, amelynek során – egy tragikus véletlen folytán – meggyilkolták a hadsereg egyik éppen arra járó parancsnokát is. Ezt követően Kranja vezetésével felfegyverzett fieri csendőrök nyomultak Tirana felé. A közeli Lushnja Zoguhoz hű csendőrsége azonban fegyveres erővel feltartóztatta és visszafordította őket, majd a kirendelt kormányerők a felkelés második napján, augusztus 15-én leverték a lázadást, és helyreállították a rendet. Çekrezi és Kranja ugyan megszöktek az igazságszolgáltatás elől, a kabinet belügyminisztere, Musa Juka azonban megtorló hadjáratot indított, amelynek során a fieri felkelés felelősei mellett letartóztattak a kormánnyal szembehelyezkedő több száz embert. Egy Fierben augusztus végén megrendezett kirakatper során ültek törvényszéket a vádlottak fölött, amelynek lezárultával ötvenhárom halálos ítéletet hoztak. Ezek nagy részét később – a heves nemzetközi tiltakozásnak és az országos felzúdulásnak köszönhetően – életfogytiglani börtönbüntetésre változtatták.
Albánia olasz annexióját követően egy motorizált olasz hadtest 1939. április 8-án foglalta el a várost és vette át a hatalmat Fierben, de néhány közeli faluban még napokig elhúzódtak a harcok az olaszok és a helyi albánok között. A második világháború éveiben a britek több alkalommal intéztek légi csapást a város ellen, 1941. február 27-én, illetve 1943. december 7-én szenvedték el Fier lakói a legintenzívebb bombázásokat. 1943. május 31-én a jobboldali Nemzeti Front gerillái a városba betörve összecsaptak a helyi feketeingesekkel; a konfliktus mindkét oldalon nagy veszteségekkel zárult.
A második világháborút követő népköztársasági évtizedekben Fier nagy ütemű ipari fejlesztés helyszíne lett. Nem volt ez minden előzmény nélküli, hiszen a környék kőolajkincsének kinyerése már az 1920-as években megindult. 1925. október 17-én kezdte meg a termelést az olajkoncessziót elnyerő Anglo-Persian Oil Company első kútja a Fier melletti Ardenicánál. 1932 júliusában az olasz Agip vette át a Fier környéki olajmezők kitermelésének koncessziós jogát. Már a kommunizmus évtizedeiben, az 1940-es–1950-es években sorra épültek az ipari, főleg vegyipari létesítmények, műtrágyagyárak, amelyeken nagyrészt a fieri munkatábor politikai foglyai dolgoztak. A negyedik ötéves terv időszakában (1966–1970) a ballshi után itt, Fierben létesítették Albánia második kőolaj-finomítóját, amely a rendszerváltást követően is továbbműködött. 1968 októberére ipari vágány kötötte össze Fiert Durrësszel, majd 1975 márciusában a Fier–Ballsh, később pedig a Fier–Vlora ipari szárnyvonalat is átadták.
Az 1950-es évektől több félreállított kommunista politikus belső száműzetésének helyéül jelölték ki a várost. Mások mellett haláláig itt élt és raktárvezetőként kereste kenyerét Sejfulla Malëshova, egy disznótelep őreként itt fejezte be pályafutását Sejfi Vllamasi, s egy közeli faluba internálták Drita Kosturit is.
A rendszerváltást követően Fier egyike volt azon kevés albániai városoknak, ahol az ipari infrastruktúra nagy része továbbra is termelt, illetve a megszűnt létesítmények dolgozói a Myzeqeja síkság mezőgazdaságába kapcsolódhattak be. Ennek köszönhetően az 1990-es évektől a város népességszáma dinamikusan emelkedett, s ennek egyik következményeként Fier az albániai cigányok egyik jelentős központja lett.

## Nevezetességei
A 20. század második felének nagyipari létesítményei, a kommunista blokkházak és lakótelepek eltörölték Fier múltjának épített emlékeit, ma leginkább a környék látványosságait felkeresők kiindulópontja a város. A város közvetlen közelében, közúton 10, illetve 18 kilométerre található a környék két fő nevezetessége: az ókori Apollónia városának régészeti parkja, illetve a 13. századi ardenicai kolostor.
Fier látványosságai között említhető az ortodox Szent György-székesegyház (2007). A város kulturális intézményei közül érdeklődésre tarthat számot a Fieri Történeti Múzeum (Muzeu Historik e Fierit, 1951) és a Büllisz Színház (Teatri Bylis, 1971). Az 1980-as években a városi könyvtár épülete mellett még állt a Vrioni bégek egykori lakhelye.
Fier neves szülöttei Lenka Çuko (1938) kommunista politikus, Eléni Furéira (1987) énekesnő, és Ermal Meta (1981) énekes.